# Фрейман, Отто Рудольфович
Отто Рудольфович фон Фрейман (17 (29) сентября 1849 — 4 января 1924, Хельсинки) — генерал-майор в отставке, участник боевых действий против Турции.

## Биография
Родился в Киеве 17 (29) сентября 1849 года в лютеранской семье. Происходил из немецкого дворянского рода Лифляндской губернии, сын военного инженера Рудольфа Оттовича фон Фреймана, который состоял в то время в Киевской инженерной команде, а впоследствии участвовал в строительстве Кронштадтской крепости. Мать — Елизавета Николаевна Шварц.
В Пажеский корпус поступил в 1862 году. С 17 июля 1867 года — камер-паж. Выпущен в прапорщики лейб-гвардии Гатчинского полка; с 30 августа 1870 года подпоручик, а с 2 апреля 1873 года — поручик.
По окончании курса Николаевской академии Генерального Штаба в 1875 году, вернулся обратно в полк и 30 августа произведён в штабс-капитаны. С высочайшего разрешения командирован на Кавказ, для участия в военных действиях корпуса действовавшего на Кавказско-турецкой границе, с прикомандированием к 16-му гренадерскому Мингрельскому Его Императорского Величества князя Дмитрия Константиновича полку. За отличия в боях 30 августа 1877 года награждён орденом Святой Анны 3-й степени с мечами и бантом.
Ввиду мобилизации гвардии Фрейман сдал роту и отправился к месту постоянной службы (Егерский полк к тому времени уже находился в Болгарии) прибыв в Богот, главную квартиру, 16 октября 1877 года был прикомандирован к штабу Западного отряда Действующей Дунайской армии (переименованному впоследствии в отряд обложения города Плевны), по расформировании этого отряда переведен для исполнения тех же обязанностей в штаб Восточного отряда.
С 16 апреля 1878 года капитан, 6 мая командирован в распоряжение Императорского Российского комиссара в Болгарии и 29 мая назначен старшим адъютантом штаба войск состоявших в его распоряжении. Затем Фрейман был назначен на ту же должность (по строевой части) в штаб оккупационных войск в Княжестве Болгарском, с 15 февраля 1879 года и. д. начальника комендантского управления оккупационных войск.
По расформировании комендантского управления и по сдаче отчётов, Фрейман по собственному желанию 16 октября 1879 года был выведен за штат. С 26 июля 1880 года по 30 сентября 1884 года командовал Ловчинской 13-й дружиной Болгарской армии, с производством в полковники Болгарской службы.
В августе 1884 года был прикомандирован к Финляндскому кадетскому корпусу, на должность репетитора, 17 ноября 1886 года произведён в подполковники русской службы. С 5 апреля 1887 года — штатный преподаватель Финляндского кадетского корпуса, преподавал тактику, общую и военную историю, военную администрацию и прочие военно-прикладные дисциплины до самого закрытия корпуса в 1903 году; 17 апреля 1887 года был произведён в полковники,  13 сентября 1904 года — в генерал-майоры. В 1905 году был уволен с военной службы.
Генерал фон Фрейман был не только наиболее квалифицированным педагогом Финляндского кадетского корпуса за его почти вековую историю, но также сделал большой вклад в военную музыку. Назначенный членом и секретарём Комиссии по рассмотрению реорганизации управления Российской армией и флотом, работавшей в 1900—1903 годах, он собрал и опубликовал четырёхтомное собрание почти всех российских военных маршей, появившееся в Санкт-Петербурге в 1903 году.
Умер 4 января 1924 года в Хельсинки.

## Семья
Женился 29 марта 1880 года на дочери генерал-майора Эдуарда Ивановича Хильде Эдуардовне Неовиус. В браке у них родилось пятеро детей: Эрнст-Феликс (родился 30 января 1881 года), Хильдергард Иоганн (родился 9 мая 1882 года), Эльза-Леония (родилась 13 июня 1884 года), Ольга-Маргарита (родилась 25 февраля 1886 года), Ингрида-Шарлота (родилась 20 июля 1887 года).